# 赵棚镇
赵棚镇，是中华人民共和国湖北省孝感市安陆市下辖的一个乡镇级行政单位。

## 行政区划
赵棚镇下辖以下地区：
赵棚村、腊梅村、陶庙村、东升村、团山村、土桥村、孙店村、新农村、双桥村、中湾村、扬兴村、联星村、合山村、和顺村、务丰村和长龙村。